# Tropidion brunniceps
Tropidion brunniceps är en skalbaggsart som först beskrevs av Thomson 1865. Tropidion brunniceps ingår i släktet Tropidion och familjen långhorningar.
Artens utbredningsområde är:
- Panama.
- Venezuela.

Inga underarter finns listade i Catalogue of Life.